# Alligator Alcatraz
Alligator Alcatraz es un centro de detención migratoria en Florida, Estados Unidos, construido en el Aeropuerto de Entrenamiento y Transición Dade-Collier dentro de la Reserva Nacional Big Cypress. Anunciado en junio de 2025 por el fiscal general estatal James Uthmeier y promovido por el gobernador Ron DeSantis, está ubicado en los Everglades, al oeste de Miami.
El complejo está diseñado para aliviar la presión en las cárceles migratorias federales al albergar hasta 5000 detenidos en un área remota rodeada de humedales infestados de caimanes y pitones. El apodo alude tanto a la población local de reptiles como a la antigua prisión de máxima seguridad Penitenciaría Federal de Alcatraz en la bahía de San Francisco, California.
El centro representa un gasto anual estimado de 450 millones de dólares para el Estado, con un costo diario por cama que oscila entre los 245 y 411 dólares. La financiación inicial proviene del estado de Florida, aunque se prevé que parte de los fondos sea reembolsada posteriormente por la Agencia Federal para el Manejo de Emergencias (FEMA) y el Departamento de Seguridad Nacional (DHS).
En una entrevista con Fox News el 27 de junio de 2025, el gobernador DeSantis describió el nuevo centro como una "solución integral" para detener, procesar y deportar a migrantes indocumentados.

## Antecedentes
En agosto de 2015, durante su campaña de 2016, Trump propuso la deportación masiva de inmigrantes indocumentados como parte de su política migratoria. Trump y funcionarios de su gobierno como Stephen Miller han declarado que los inmigrantes indocumentados serían llevados a "campos de concentración a gran escala cerca de la frontera, probablemente en Texas", para ser retenidos en campos de internamiento antes de su deportación.

## Historia
El gobernador DeSantis invocó un "estado de emergencia" migratorio vigente desde 2023 para incautar el aeródromo propiedad del condado y acelerar la construcción sin las revisiones ambientales o de adquisiciones habituales. El 21 de junio de 2025, el gobernador movilizó un equipo de empresas privadas para construir las instalaciones y desplegó a la Guardia Nacional para asegurar el sitio. El complejo se erigió en nueve días para ser inspeccionado el 1 de julio y operativo para recibir detenidos al día siguiente.
Uthmeier describió el terreno de 39 millas cuadradas (101 km²) como "el mejor perímetro natural que el dinero no puede comprar", argumentando que la vida silvestre de los Everglades circundantes disuade los intentos de fuga. Ubicado al oeste de Miami, se accede por la Ruta 41 de EE. UU., el Tamiami Trail.
El presidente Donald Trump y la secretaria de Seguridad Nacional Kristi Noem se unieron al gobernador DeSantis y otros líderes estatales el 1 de julio de 2025 para la apertura del centro migratorio "controversial", que ha enfrentado oposición de demócratas, líderes nativos americanos y grupos activistas por preocupaciones humanitarias y ambientales. Trump elogió el complejo, diciendo: "Podría ser tan bueno como el verdadero Alcatraz".
El primer grupo de inmigrantes detenidos llegó el 3 de julio de 2025, iniciando así las operaciones del centro.  Algunos detenidos han denunciado las duras condiciones en el centro, citando acceso limitado al agua, alimentación insuficiente y restricciones en la práctica de su religión.

## Desafíos legales y ambientales
El 27 de junio de 2025, una coalición liderada por Amigos de los Everglades, el Centro para la Diversidad Biológica y la Tribu Miccosukee presentó una demanda en un tribunal federal buscando una orden judicial hasta que se completen una revisión ambiental y un período de comentarios públicos. Los demandantes argumentan que el proyecto amenaza hábitats de especies en peligro y viola tanto la Ley de Política Ambiental Nacional como protecciones de recursos culturales tribales. Autoridades estatales y federales han desestimado la demanda como "tácticas dilatorias rutinarias".

## Reacciones
El gobernador DeSantis señaló que el centro ayudará al Servicio de Control de Inmigración y Aduanas y a las cárceles locales con la política federal de deportaciones, mientras algunos legisladores demócratas cuestionan la necesidad de usar poderes de emergencia, calificando el proyecto como un exceso y riesgo ambiental. El anuncio del centro generó un aumento en contribuciones campaña para republicanos estatales.
Talbert Cypress, presidente del Consejo Empresarial Miccosukee, señaló que no se había realizado ninguna investigación de impacto ambiental y que algunas aldeas nativas se encontraban a menos de 270 metros (900 pies) de la entrada del campo.  La tribu seminola también se opuso, alegando tierras sagradas.
Los legisladores demócratas cuestionan la necesidad de poderes de emergencia, calificando el proyecto de extralimitación y de riesgo ambiental. Algunos críticos han comparado las instalaciones con Auschwitz y otros campos de concentración nazis en la Segunda Guerra Mundial y algunos lo llaman "Auschwitz de los Caimanes".